# Куньмін-Чаншуй
Міжнародний аеропорт Куньмін-Чаншуй (IATA: KMG, ICAO: ZPPP) — основний аеропорт, що обслуговує Куньмін, столицю провінції Юньнань, Китай. Аеропорт розташований 24,5 кілометра на північний схід від центру міста в гористій місцевості приблизно 2100 метрів над рівнем моря. Аеропорт відкрився о 08:00 (UTC+8) 28 червня 2012 року, замінивши старий міжнародний аеропорт Куньмін Вуцзяба, який пізніше було знесено. Будучи воротами до Південно-Східної та Південної Азії, аеропорт Чаншуй є центром для China Eastern Airlines, Kunming Airlines, Lucky Air, Sichuan Airlines і Ruili Airlines.
Новий аеропорт має дві злітно-посадкові смуги (проти єдиної злітно-посадкової смуги в Вуцзябі) і обслужив 48 075 978 пасажирів у 2019 році, що робить його одним із 50 найзавантаженіших аеропортів у світі за пасажиропотоком, уперше він отримав таку відзнаку. Очікується, що в 2020 році він обслужить 50 мільйонів пасажирів.
Міжнародний аеропорт Куньмін Чаншуй і міжнародний аеропорт Урумчі Дівопу є двома національними аеропортами-центрами Китаю. 
Головний термінал спроектовано архітектурним бюро SOM спільно з інженерною компанією Arup.

## Історія
Будівництво розпочато у 2009 році. У той час повідомлялося, що об’єкт називався Міжнародний аеропорт Чжен Хе на честь Чжен Хе, китайського мореплавця, дослідника та дипломата. Дуже короткий час будівництва був затьмарений двома окремими інцидентами. Перший стався 3 січня 2010 року, коли семеро будівельників загинули під час обвалу незавершеного шляхопроводу. 28 червня 2011 року 11 робітників отримали поранення внаслідок обвалення тунелю, який будувався. Будівництво головного терміналу аеропорту було завершено до липня 2011 року.

## Зручності

### Термінал
Головний 548,300 м2 (5 901,85 фут2)   термінал міжнародного аеропорту Чаншуй є другою за розміром будівлею терміналу в Китаї. Термінал має 66 гейтів з реактивними мостами. Всього доступно 88 воріт.

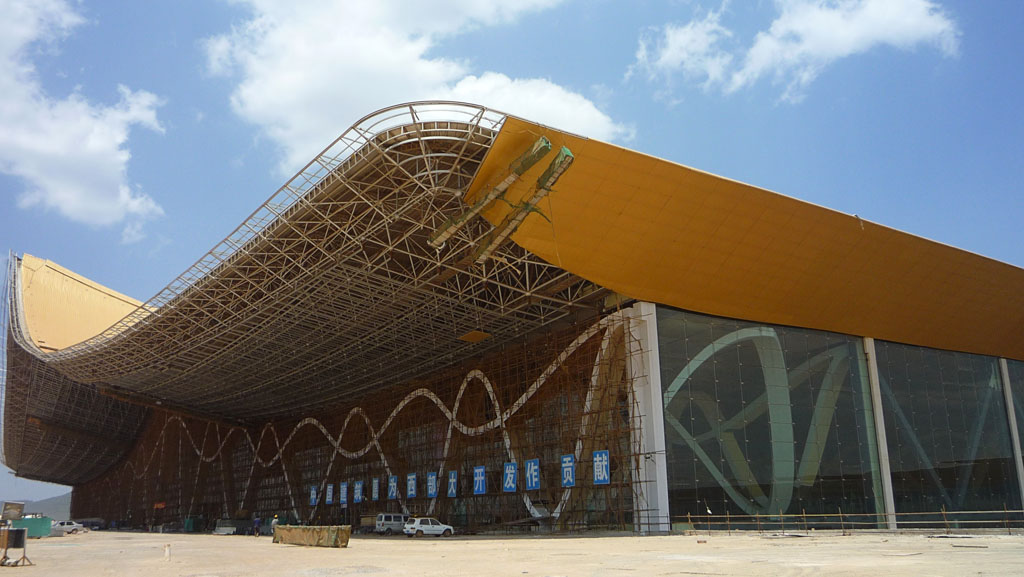
Новий термінал будується в квітні 2011 року
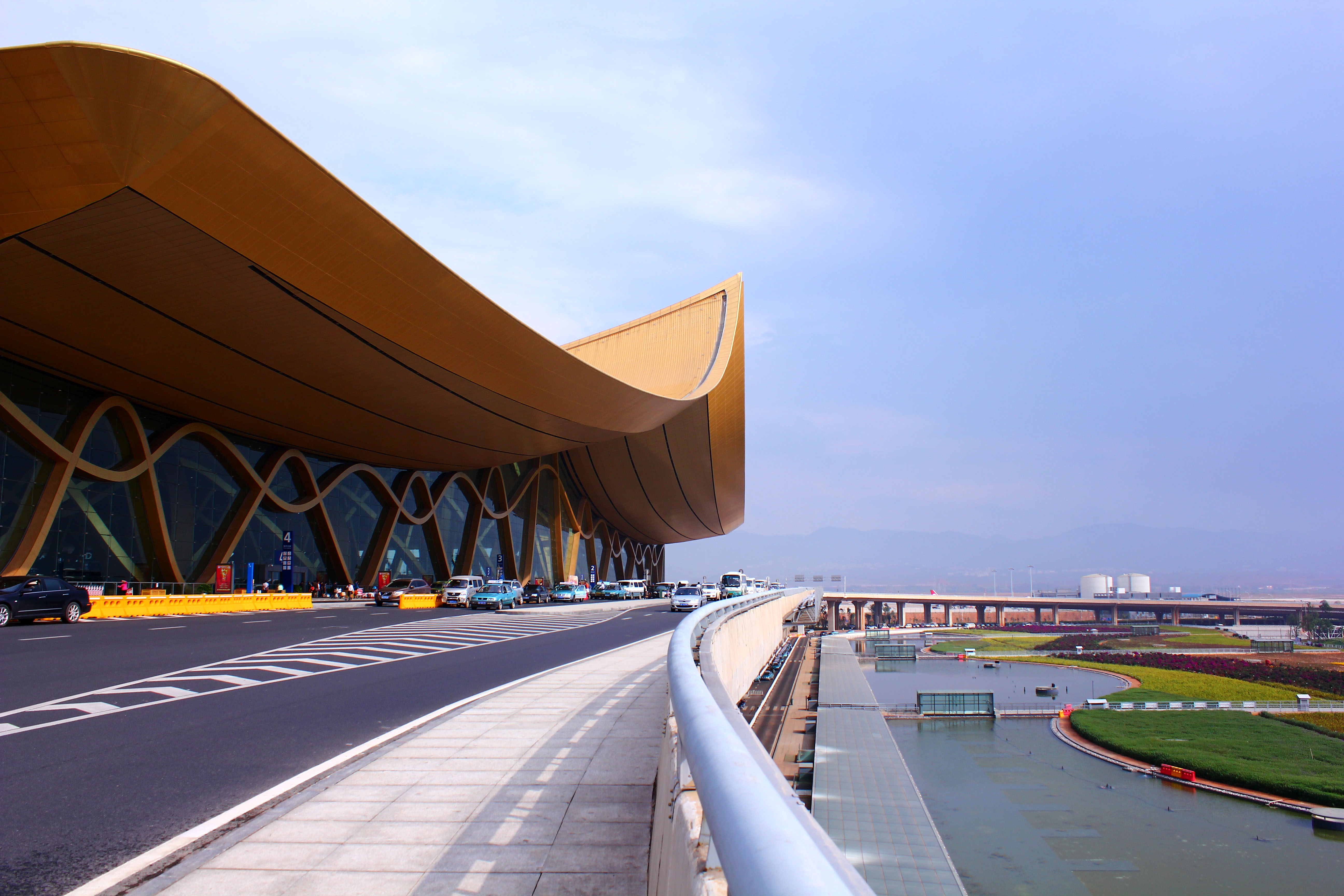
узбіччя
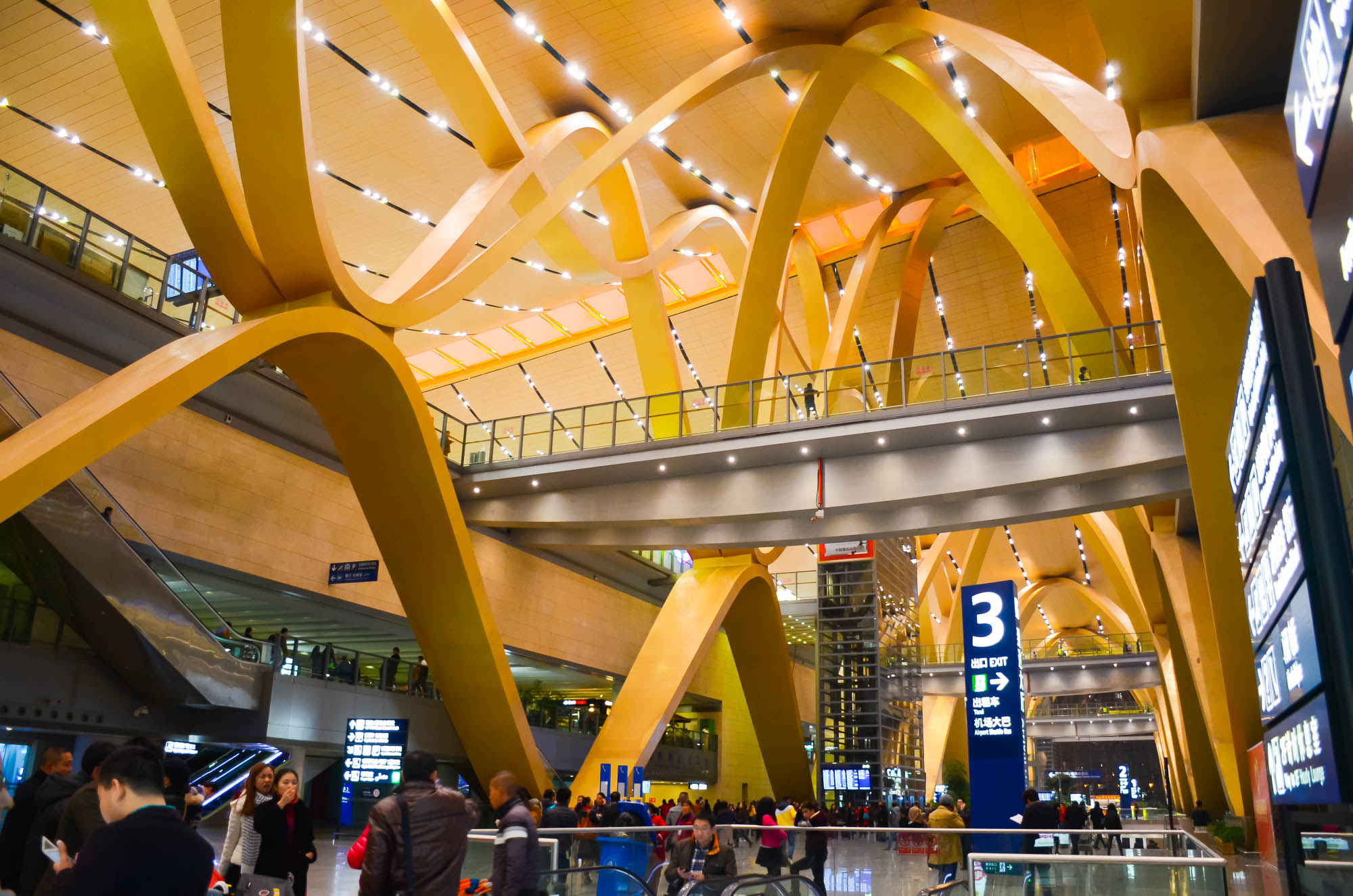
Зала прильоту міжнародного аеропорту Куньмін Чаншуй
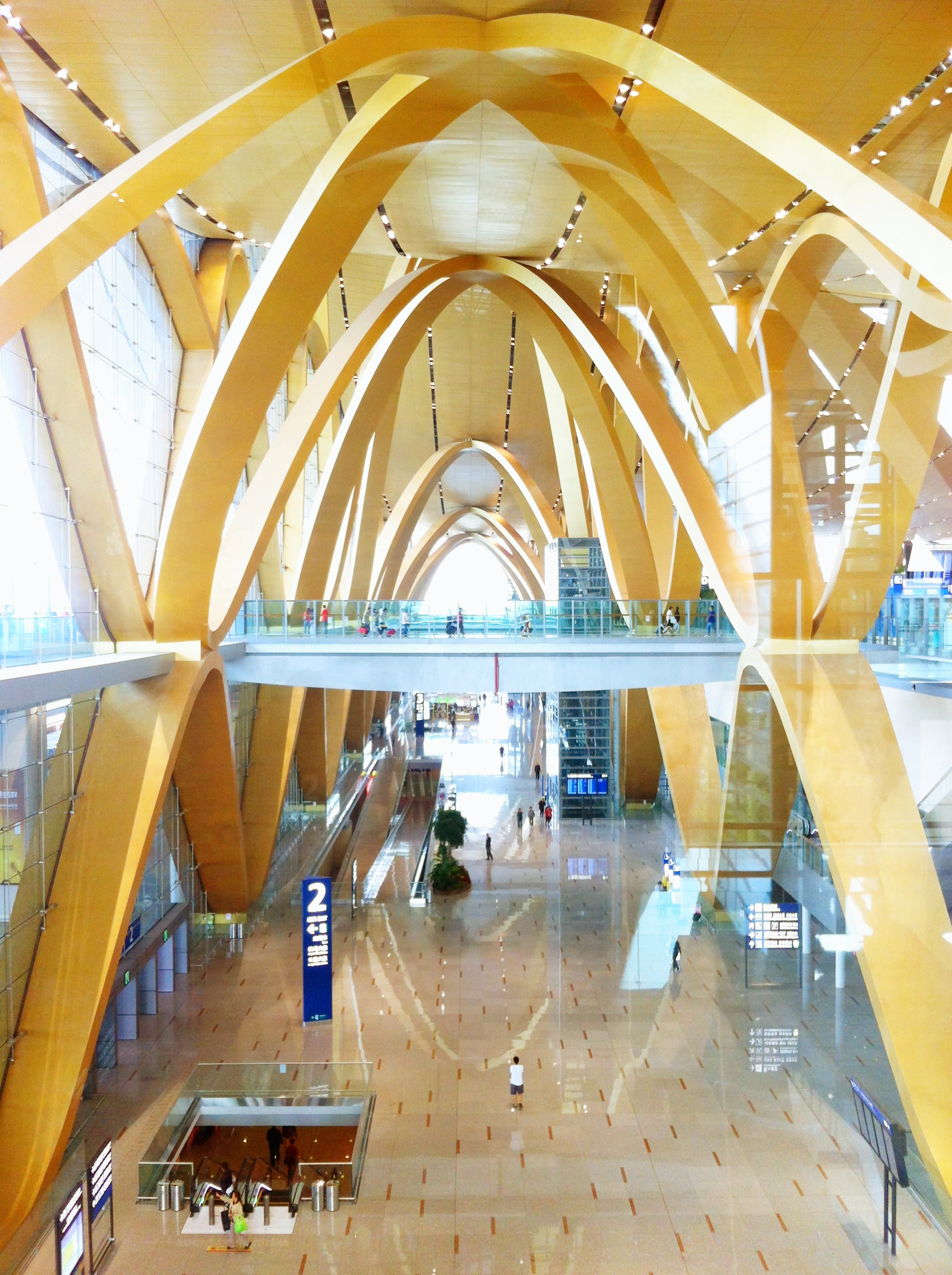
Внутрішній вигляд
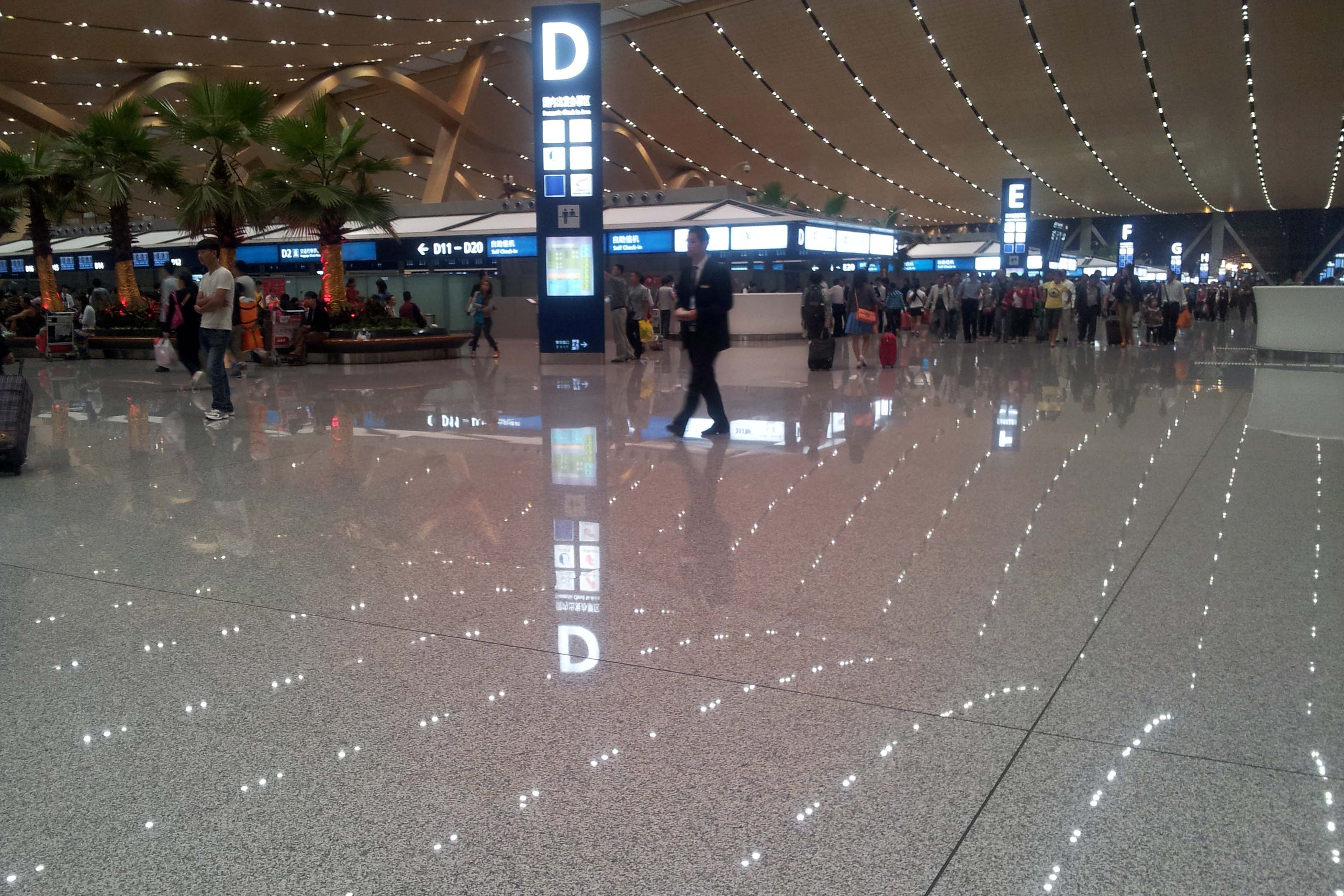
Зручності для реєстрації

### Злітно-посадкові смуги
Міжнародний аеропорт Куньмін Чаншуй тепер має дві злітно-посадкові смуги. Східна злітно-посадкова смуга 4 500 метрів (14 800 фут), а західна злітно-посадкова смуга становить 4 000 метрів (13 000 фут) довго.

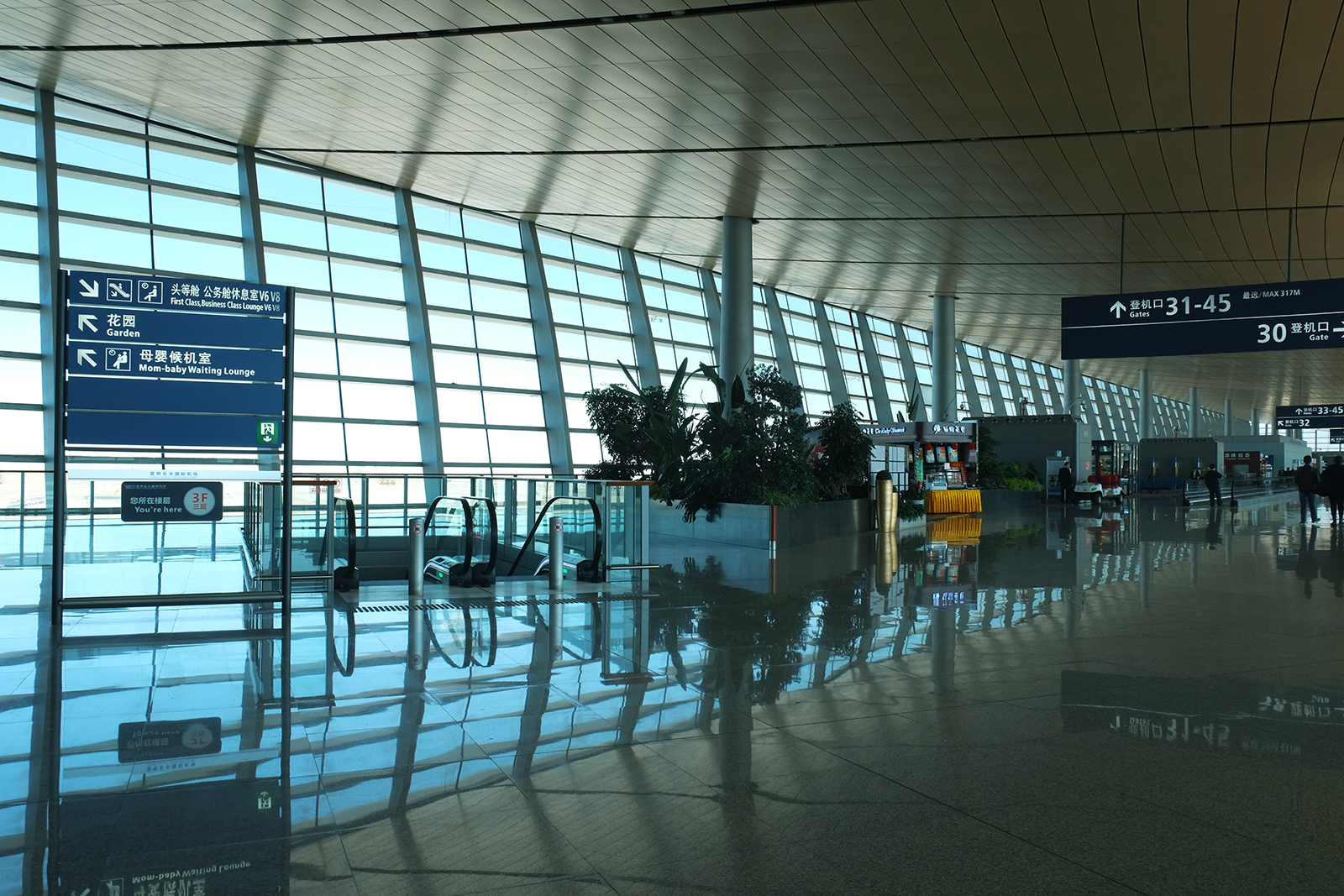
Зона очікування міжнародного аеропорту Куньмін Чаншуй

У липні 2014 року аеропорт Куньмін підписав угоду з компанією з обслуговування авіаційних даних VariFlight щодо встановлення системи спільного прийняття рішень в аеропорту (A-CDM) з метою підвищення ефективності роботи, зменшення споживання палива та інших витрат. Аеропорт Куньмін став першим авіаційним хабом у Китаї, де впроваджено таку інформаційну систему. У 2017 році своєчасність роботи аеропорту досягла 85,3%. 

## Статистика
| рік      | Пасажири   | % зміни | Рухи літаків | Вантаж (тонни) |
| -------- | ---------- | ------- | ------------ | -------------- |
| 2012     | 23,979,259 | ▲ 7,7%  | 201,338      | 262,272        |
| 2013     | 29,688,297 | ▲023,8% | 255,546      | 293,628        |
| 2014     | 32 230 883 | ▲ 8,6%  | 270,529      | 316,672        |
| 2015 рік | 37 523 098 | ▲016,4% | 300,406      | 355,423        |
| 2016     | 41 980 339 | ▲ 11,9% | 325,934      | 382,854        |
| 2017     | 44,727,691 | ▲06,5%  | 350,273      | 418 034        |
| 2018     | 47,088,140 | ▲ 5,3%  | 360,785      | 428,292        |
| 2019     | 48 075 978 | ▲02,1%  | 357 080      | 415 776,3      |